# 괘방령로
괘방령로(Gwaebangnyeong-ro)은 대한민국의 충청북도 영동군 매곡면에서 시작하여, 경상북도 김천시 대항면을 거쳐 연결하는 도로이다.

## 역사
- 2009년 7월 10일 : 2개 이상 시·도에 걸쳐 있는 도로로 괘방령로를 고시[1]

## 노선 경로
| 이름           | 접속 노선                            | 소재지 | 소재지 | 비고                                         |
| -------------- | ------------------------------------ | ------ | ------ | -------------------------------------------- |
| 매곡삼거리     | 국가지원지방도 제49호선 (민주지산로) | 영동군 | 매곡면 |                                              |
| 노곡교(초강천) |                                      | 영동군 | 매곡면 |                                              |
| (이름 없음)    | 직지로                               | 김천시 | 대항면 | 자가용 우회전 가능 역방향 자가용 좌회전 가능 |
| 북전교(백운천) |                                      | 김천시 | 대항면 |                                              |
| (이름 없음)    | 황악로                               | 김천시 | 대항면 | 자가용 좌회전 가능                           |

## 주요 건물 및 시설
- 어촌보건진료소 - 충청북도 영동군 매전면 괘방령로 555
- 매일유업 영동공장 - 충청북도 영동군 매전면 괘방령로 730-20